# Martin Haenichen
Martin Haenichen (* 4. März 1894; † 21. Mai 1933 in Kolumbien) war ein deutscher Flugpionier.

## Leben
Seine berufliche Laufbahn als Pilot begann Haenichen am 1. Mai 1927 bei der Firma Junkers & Co. In den Jahren 1929 und 1930 war er für die persische Regierung als Pilot tätig. 1931 nahm er an der Luftfahrtwerbung Hayo Folkerts als Pilot einer Junkers F 13 teil. Haenichen flog im Rang eines Capitán (Hauptmann) für die kolumbianische Luftwaffe im Krieg gegen Peru. Am 21. Mai 1933 kam Haenichen bei einem Flugzeugabsturz in Kolumbien ums Leben.
Die Stadt Magdeburg hatte zeitweise eine Straße (Haenichenstraße) zu seinen Ehren benannt.